# Binaghia
Binaghia là một chi bọ cánh cứng trong họ Mordellidae.
Chi này được miêu tả khoa học năm 1943 bởi Franciscolo.

## Các loài
Chi này gồm các loài:
- Binaghia concii Franciscolo, 1943
- Binaghia humerosticta Franciscolo, 1943